# Záhřebská synagoga
Záhřebská synagoga (chorvatsky Zagrebačka sinagoga), zvaná též Velká byla jedinou kdy fungující synagogou v Záhřebu. Stávala v Pražské ulici (Praška ulica).

## Historie

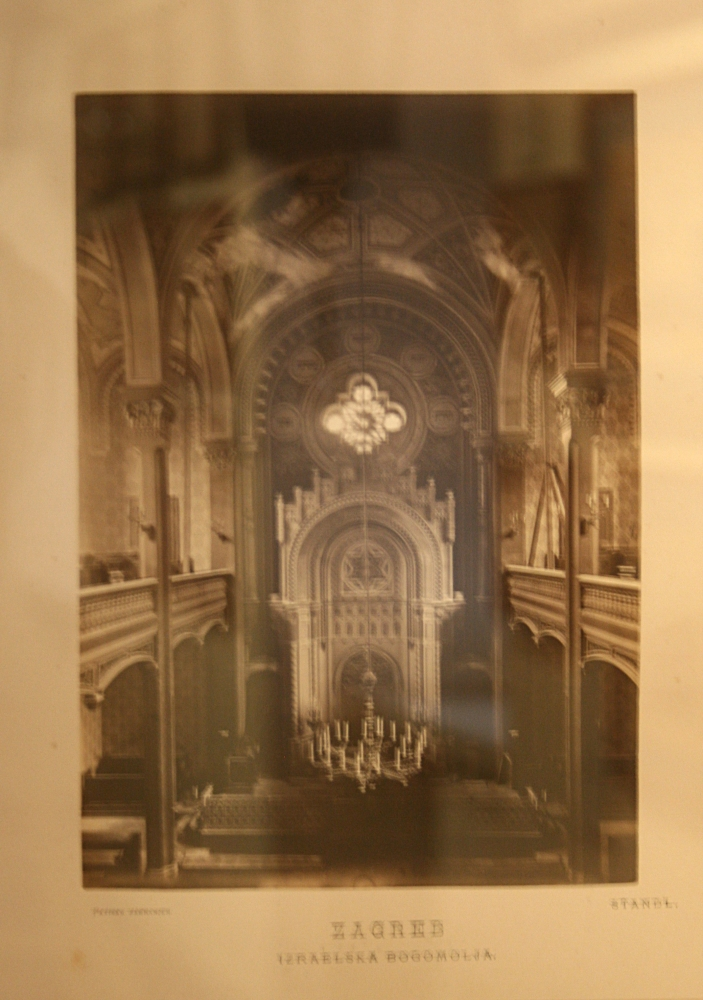
Interiér synagogy v Pražské ulici v Záhřebu. Fotografie z doby po zemětřesení v roce 1880.

V roce 1806 vznikla v Záhřebu 75členná židovská obec, k níž postupně přibývali další členové. Po rakousko-uherského vyrovnání z roku 1867, kdy bylo Chorvatsko integrální součástí Uherska v Chorvatsku žilo 13 500 Židů, v roce 1900 pak 20 000, většinou z aškenázské větve. Po předcích, kteří investovali do průmyslových a obchodních aktivit, následují potomci coby právníci, lékaři a novinářů, pro většinu z nichž se chorvatština stává jejich obcovacím jazykem.
Záhřebští Židé, kteří se až dosud spokojili s bohoslužbami ve svých příbytcích, stále silněji pociťují potřebu důstojné synagogy, která by současně odrážející jejich ochotu podílet se na tvorbě vzhledu a estetice nového městského centra. Obec projekt svěřila významnému záhřebskému architektovi Franju Kleinovi. Výstavba chrámu podle předlohy vídeňského leopoldstadtského templu začala v roce 1866 a o rok později byl vysvěcen. Synagoga byla první reprezentativní budovou budoucího středu města a tvořila jednu z dominant města. Její umístění i vzhled naznačuje, nakolik byla židovská komunita vážená.

### Zánik a plány na obnovu
V roce 1941 byla bezdůvodně zničena tehdejší chorvatskou fašistickou vládou.
Od půlky 80. let 20. století probíhá v chorvatské společnosti diskuze o možnosti na stejném místě repliku synagogy postavit, zatím k tomu ale z mnoha různých příčin nedošlo.